# Kloster Kumbd
Das Kloster Kumbd war ein 1183 von Eberhard von Kumbd (1165–1191) gegründetes Zisterzienserinnenkloster im heutigen Ortsteil Kloster der Hunsrück-Gemeinde Klosterkumbd bei Simmern im Rhein-Hunsrück-Kreis.

## Geschichte
Eberhard von Kumbd (auch Comede / Comeda oder von Stahleck genannt) war der jüngste Sohn eines Ministerialen im Dienst des Pfalzgrafen Konrad. In seiner Jugend lebte er auf den Burgen Stahleck und Heidelberg. Schon 1180 zog er in eine Klause. Dieser von dem Edelherren Heinrich von Dicka geschenkte Platz lag in der Gemarkung der Gemeinde Klosterkumbd. Während seines dortigen Einsiedlerlebens versuchte er als Mönch in das Kloster Schönau im Odenwald aufgenommen zu werden. Als ihm dies auch im dritten Versuch nicht gelungen war, beschloss er nach einer schweren Krankheit ein eigenes Kloster zu gründen.
Dies geschah 1183, nachdem ihm Heinrich von Dicka (Henricus de Dicke) das notwendige Land geschenkt hatte. Eberhard von Kumbd betreute das Kloster im Range eines Subdiakons, reiste viel, erkrankte 1189 abermals schwer und starb schon 1191. Er wurde in der Kumbder Marienkirche beigesetzt. Nach der Auflösung des Klosters im 16. Jahrhundert wurde sein Leichnam als Reliquie in das Kloster Himmerod in der Eifel überführt. Heute gilt er als verschollen.
1196 wurde die Gründung des Klosters durch Erzbischof Konrad von Mainz bestätigt. 1204 schenkt selbiger Heinrich, dessen Tochter Elisabeth mittlerweile dem Kloster beigetreten war, diesem weitere Güter (1255 durch Alexander von Dicka und Heinrich von Stahleck, ebenfalls ein von Dicka). Das Kloster Kumbd (Chumbd, Comeda, Comede) wurde zunächst mit Nonnen aus dem zisterziensischen Konvent Marienhausen bei Aulhausen im Rheingau und mit eigenen Familienmitgliedern besiedelt. In der Folgezeit wurde es wie damals üblich eine Heimstätte für unverheiratete Damen der regionalen Oberschicht. Darunter waren auch die Pfalzgrafen von Simmern die dem Kloster zu diesem Zweck Güter und Einkünfte vermachten. So war z. B. Katharina von Pfalz-Simmern lange Jahre Äbtissin des Klosters Kumbd.
1566 wurde das Kloster durch Pfalzgraf Georg von Pfalz-Simmern (1518–1569) aufgehoben. Zuvor wurde im Herzogtum Simmern die Reformation eingeführt. Die verbliebenen Nonnen lebten bis zum Tode der letzten Äbtissin im Jahre 1574 weiterhin im Kloster. Georgs Bruder und Nachfolger Richard (1521–1598) löste das Kloster auf. Der Besitz, die Einnahmen und Rechte die zum Kloster gehörten gingen in das Herzogtum Simmern über. Später wurden Beamte (sogenannte Schaffner) eingesetzt, die den Besitz und die Einnahmen verwalteten.

## Baugeschichte
Urkundlich lassen sich zahlreiche Gebäude nachweisen. Es wird die Klosterkirche, das Refektorium, ein Hospital, ein Friedhof, ein Brauhaus, ein Schaffnereihaus und verschiedene Wirtschaftsgebäude genannt. Nach der Aufhebung des Klosters wurden die Gebäude teilweise weiterverwendet. 1630 wurden die Abteigebäude nochmals erwähnt und zum Teil in Stand gesetzt. 1794 werden nur noch Wirtschaftsgebäude genannt. Heute sind kaum bauliche Reste des Klosters zu sehen.